# Handbal la Jocurile Olimpice de vară din 2020 – Turneul feminin - Echipele
Acest articol prezintă echipele care au luat parte la turneul de handbal feminin de la Jocurile Olimpice din 2020, desfășurat la Tokyo, Japonia, între 25 iulie și 8 august 2021.
Fiecare echipă a fost alcătuită din 15 handbaliste, din care doar 14 au putut fi înscrise pe foaia de joc. Jucătoarele au putut fi înlocuite fără restricții de la meci la meci.
Vârstele, legitimările la cluburi, selecțiile și golurile înscrise sunt cele valabile la debutul competiției, 25 iulie 2021.

## Grupa A

### Angola
Echipa a fost anunțată pe 9 iulie 2021.
Antrenor principal:  Filipe Cruz
| Nr. | Post            | Nume               | Data nașterii (vârsta) | Înălțime | Selecții | Goluri | Echipă                 |
| --- | --------------- | ------------------ | ---------------------- | -------- | -------- | ------ | ---------------------- |
| 5   | Centru          | Marilia Quizelete  | 3 iunie 1997           | 1.68 m   | 5        | 7      | Petro de Luanda        |
| 8   | Centru          | Helena Paulo       | 24 ianuarie 1998       | 1.77 m   | 34       | 159    | Primeiro de Agosto     |
| 9   | Centru          | Natália Bernardo   | 25 decembrie 1986      | 1.70 m   | 118      | 214    | Primeiro de Agosto     |
| 10  | Pivot           | Albertina Kassoma  | 12 iunie 1996          | 1.94 m   | 76       | 181    | Rapid București        |
| 12  | Portar          | Helena Sousa       | 7 noiembrie 1994       | 1.90 m   | 38       | 1      | Saint-Amand Handball   |
| 13  | Extremă dreapta | Natália Kamalandua | 25 decembrie 1998      | 1.63 m   | 5        | 6      | Petro de Luanda        |
| 15  | Inter dreapta   | Azenaide Carlos    | 14 iunie 1990          | 1.71 m   | 91       | 112    | RK Podravka Koprivnica |
| 16  | Portar          | Teresa Almeida     | 5 aprilie 1988         | 1.84 m   | 104      | 0      | Petro de Luanda        |
| 17  | Inter dreapta   | Wuta Dombaxe       | 5 aprilie 1986         | 1.81 m   | 79       | 62     | Primeiro de Agosto     |
| 20  | Inter stânga    | Stélvia Pascoal    | 20 octombrie 2002      | 1.76 m   | 5        | 2      | Petro de Luanda        |
| 21  | Inter stânga    | Magda Cazanga      | 28 mai 1991            | 1.77 m   | 49       | 84     | Petro de Luanda        |
| 23  | Extremă dreapta | Juliana Machado    | 6 noiembrie 1994       | 1.70 m   | 62       | 1115   | Primeiro de Agosto     |
| 25  | Pivot           | Liliana Venâncio   | 19 septembrie 1995     | 1.91 m   | 37       | 44     | Primeiro de Agosto     |
| 90  | Centru          | Isabel Guialo      | 8 aprilie 1990         | 1.80 m   | 79       | 235    | Fleury Loiret HB       |

### Coreea de Sud
Echipa a fost anunțată pe 14 iunie 2021.
Antrenor principal:  Kang Jae-won
| Nr. | Post            | Nume           | Data nașterii (vârsta) | Înălțime | Selecții | Goluri | Echipă                          |
| --- | --------------- | -------------- | ---------------------- | -------- | -------- | ------ | ------------------------------- |
| 1   | Portar          | Ju Hui         | 4 noiembrie 1989       | 1.80 m   | 40       | 0      | Busan                           |
| 8   | Inter dreapta   | Yung Yu-ra     | 6 februarie 1992       | 1.70 m   | 23       | 37     | Daegu                           |
| 10  | Pivot           | Won Seon-pil   | 6 august 1994          | 1.74 m   | 5        | 14     | Incheon                         |
| 11  | Inter dreapta   | Ryu Eun-hee    | 24 februarie 1990      | 1.79 m   | 20       | 48     | Busan                           |
| 12  | Portar          | Jeong Jun-hui  | 24 martie 1999         | 1.80 m   | 5        | 0      | Korea National Sport University |
| 13  | Extremă dreapta | Kim Yun-ji     | 16 ianuarie 2000       | 1.70 m   | 0        | 0      | Samcheok                        |
| 15  | Extremă stânga  | Choi Su-min    | 9 ianuarie 1990        | 1.77 m   | 42       | 89     | SK Sugar Gliders                |
| 17  | Inter stânga    | Sim Hae-in     | 31 octombrie 1987      | 1.78 m   | 16       | 56     | Busan                           |
| 19  | Pivot           | Kang Eun-hye   | 17 aprilie 1996        | 1.86 m   | 8        | 21     | Busan                           |
| 21  | Extremă stânga  | Jo Ha-rang     | 15 iulie 1991          | 1.65 m   | 9        | 67     | Daegu                           |
| 23  | Centru          | Lee Mi-gyeong  | 2 octombrie 1991       | 1.70 m   | 43       | 65     | Busan                           |
| 24  | Centru          | Kang Kyung-min | 8 noiembrie 1996       | 1.65 m   | 12       | 30     | Gwangju                         |
| 27  | Inter stânga    | Kim Jin-yi     | 20 iunie 1993          | 1.80 m   | 20       | 34     | Busan                           |
| 34  | Extremă dreapta | Jung Ji-in     | 18 iulie 2000          | 1.80 m   | 5        | 13     | Korea National Sport University |

### Japonia
Echipa a fost anunțată pe 28 iunie 2021.
Antrenor principal:  Ulrik Kirkely
| Nr. | Post            | Nume            | Data nașterii (vârsta) | Înălțime | Selecții | Goluri | Echipă             |
| --- | --------------- | --------------- | ---------------------- | -------- | -------- | ------ | ------------------ |
| 3   | Pivot           | Kaho Sunami     | 5 ianuarie 1993        | 1.66 m   | 45       | 74     | Sony Semiconductor |
| 4   | Inter dreapta   | Yui Sunami      | 7 iunie 1991           | 1.62 m   | 59       | 160    | Hokkoku Bank       |
| 5   | Inter stânga    | Sayo Shiota     | 21 martie 1989         | 1.72 m   | 66       | 62     | Hokkoku Bank       |
| 9   | Centru          | Aya Yokoshima   | 3 iulie 1990           | 1.62 m   | 55       | 160    | Hokkoku Bank       |
| 12  | Portar          | Minami Itano    | 2 februarie 1993       | 1.74 m   | 26       | 1      | lzumi Maple Reds   |
| 18  | Extremă stânga  | Yuki Tanabe     | 25 august 1989         | 1.70 m   | 59       | 196    | Thüringer HC       |
| 21  | Extremă dreapta | Ayaka Ikehara   | 24 septembrie 1990     | 1.58 m   | 43       | 101    | Odense Håndbold    |
| 24  | Inter stânga    | Nozomi Hara     | 9 martie 1991          | 1.70 m   | 78       | 224    | MIE violet' IRIS   |
| 25  | Centru          | Mana Ohyama     | 7 decembrie 1992       | 1.65 m   | 45       | 105    | Hokkoku Bank       |
| 27  | Inter stânga    | Haruno Sasaki   | 26 februarie 1995      | 1.72 m   | 23       | 80     | Hokkoku Bank       |
| 28  | Pivot           | Shiori Nagata   | 24 octombrie 1987      | 1.71 m   | 109      | 92     | Omron              |
| 30  | Portar          | Sakura Hauge    | 7 ianuarie 1987        | 1.74 m   | 49       | 5      | ESBF Besançon      |
| 34  | Extremă stânga  | Maharu Kondo    | 24 ianuarie 1996       | 1.58 m   | 0        | 0      | lzumi Maple Reds   |
| 40  | Inter dreapta   | Shio Fujii      | 27 martie 1985         | 1.64 m   | 121      | 613    | Osaka Lovvits      |
| 81  | Centru          | Mayuko Ishitate | 18 ianuarie 1987       | 1.67 m   | 96       | 201    | MIE violet' IRIS   |

### Muntenegru
Echipa a fost anunțată pe 9 iulie 2021.
Antrenor principal:  Bojana Popović
| Nr. | Post            | Nume               | Data nașterii (vârsta) | Înălțime | Selecții | Goluri | Echipă                 |
| --- | --------------- | ------------------ | ---------------------- | -------- | -------- | ------ | ---------------------- |
| 1   | Portar          | Marina Rajčić      | 24 august 1993         | 1.78 m   | 119      | 2      | Kastamonu Bld. GSK     |
| 4   | Extremă dreapta | Jovanka Radičević  | 23 octombrie 1986      | 1.69 m   | 169      | 935    | Kastamonu Bld. GSK     |
| 9   | Inter stânga    | Đurđina Jauković   | 24 februarie 1997      | 1.85 m   | 74       | 250    | Brest Bretagne         |
| 10  | Centru          | Matea Pletikosić   | 24 aprilie 1998        | 1.69 m   | 10       | 5      | RK Krim                |
| 12  | Portar          | Anastasija Babović | 13 decembrie 2000      | 1.78 m   | 11       | 1      | ŽRK Budućnost          |
| 13  | Extremă stânga  | Dijana Mugoša      | 22 octombrie 1995      | 1.67 m   | 24       | 12     | RK Podravka Koprivnica |
| 15  | Inter dreapta   | Andrea Klikovac    | 5 mai 1991             | 1.75 m   | 87       | 54     | CSM București          |
| 16  | Portar          | Ljubica Nenezić    | 15 ianuarie 1997       | 1.79 m   | 37       | 0      | SCM Gloria Buzău       |
| 34  | Pivot           | Tatjana Brnović    | 9 noiembrie 1998       | 1.84 m   | 34       | 59     | ŽRK Budućnost          |
| 55  | Extremă stânga  | Ivona Pavićević    | 21 aprilie 1996        | 1.67 m   | 42       | 23     | ŽRK Budućnost          |
| 66  | Pivot           | Ema Ramusović      | 28 noiembrie 1996      | 1.86 m   | 68       | 76     | CSM București          |
| 77  | Extremă stânga  | Majda Mehmedović   | 25 mai 1990            | 1.69 m   | 128      | 347    | Kastamonu Bld. GSK     |
| 80  | Inter stânga    | Jelena Despotović  | 30 aprilie 1994        | 1.83 m   | 88       | 113    | Győri Audi ETO KC      |
| 96  | Centru          | Itana Grbić        | 1 septembrie 1996      | 1.69 m   | 59       | 72     | ŽRK Budućnost          |
| 97  | Pivot           | Nikolina Vukčević  | 28 iulie 2000          | 1.79 m   | 13       | 5      | ŽRK Budućnost          |

### Norvegia
Echipa a fost anunțată pe 3 iulie 2021.
Antrenor principal:  Thorir Hergeirsson
| Nr. | Post            | Nume                   | Data nașterii (vârsta) | Înălțime | Selecții | Goluri | Echipă                 |
| --- | --------------- | ---------------------- | ---------------------- | -------- | -------- | ------ | ---------------------- |
| 2   | Centru          | Henny Reistad          | 9 februarie 1999       | 1.81 m   | 29       | 87     | Team Esbjerg           |
| 4   | Inter stânga    | Veronica Kristiansen   | 10 iulie 1990          | 1.75 m   | 145      | 475    | Győri Audi ETO KC      |
| 5   | Pivot           | Marit Malm Frafjord    | 25 noiembrie 1985      | 1.82 m   | 214      | 411    | Team Esbjerg           |
| 7   | Inter dreapta   | Stine Skogrand         | 3 martie 1993          | 1.73 m   | 99       | 172    | Herning-Ikast Håndbold |
| 9   | Inter dreapta   | Nora Mørk              | 5 aprilie 1991         | 1.67 m   | 133      | 644    | Vipers Kristiansand    |
| 10  | Centru          | Stine Bredal Oftedal   | 25 septembrie 1991     | 1.68 m   | 204      | 558    | Győri Audi ETO KC      |
| 12  | Portar          | Silje Solberg          | 16 iunie 1990          | 1.78 m   | 156      | 2      | Győri Audi ETO KC      |
| 13  | Pivot           | Kari Brattset Dale     | 15 februarie 1991      | 1.83 m   | 80       | 188    | Győri Audi ETO KC      |
| 16  | Portar          | Katrine Lunde          | 30 martie 1980         | 1.80 m   | 308      | 3      | Vipers Kristiansand    |
| 20  | Extremă dreapta | Marit Røsberg Jacobsen | 25 februarie 1994      | 1.65 m   | 74       | 130    | Team Esbjerg           |
| 23  | Extremă stânga  | Camilla Herrem         | 8 octombrie 1986       | 1.67 m   | 264      | 737    | Sola HK                |
| 24  | Extremă stânga  | Sanna Solberg-Isaksen  | 16 iunie 1990          | 1.78 m   | 161      | 288    | Team Esbjerg           |
| 25  | Inter stânga    | Kristine Breistøl      | 23 august 1993         | 1.92 m   | 19       | 12     | Team Esbjerg           |
| 26  | Centru          | Marta Tomac            | 20 septembrie 1990     | 1.79 m   | 78       | 73     | Vipers Kristiansand    |
| 34  | Pivot           | Vilde Johansen         | 25 iulie 1994          | 1.82 m   | 9        | 0      | Herning-Ikast Håndbold |

### Țările de Jos
Echipa a fost anunțată pe 30 iunie 2021.
Antrenor principal:  Emmanuel Mayonnade
| Nr. | Post            | Nume                  | Data nașterii (vârsta) | Înălțime | Selecții | Goluri | Echipă                  |
| --- | --------------- | --------------------- | ---------------------- | -------- | -------- | ------ | ----------------------- |
| 6   | Inter dreapta   | Laura van der Heijden | 27 iunie 1990          | 1.72 m   | 222      | 683    | Borussia Dortmund       |
| 7   | Extremă dreapta | Debbie Bont           | 9 decembrie 1990       | 1.75 m   | 177      | 348    | Metz Handball           |
| 8   | Inter stânga    | Lois Abbingh          | 13 august 1992         | 1.77 m   | 161      | 724    | Odense Håndbold         |
| 10  | Pivot           | Danick Snelder        | 22 mai 1990            | 1.78 m   | 183      | 438    | SG BBM Bietigheim       |
| 12  | Extremă stânga  | Bo van Wetering       | 10 mai 1999            | 1.72 m   | 24       | 57     | Odense Håndbold         |
| 17  | Centru          | Nycke Groot           | 4 mai 1988             | 1.75 m   | 141      | 439    | Fără legitimare         |
| 18  | Inter stânga    | Kelly Dulfer          | 21 martie 1994         | 1.85 m   | 124      | 152    | SG BBM Bietigheim       |
| 19  | Pivot           | Merel Freriks         | 6 ianuarie 1998        | 1.75 m   | 40       | 37     | Borussia Dortmund       |
| 20  | Inter stânga    | Inger Smits           | 17 septembrie 1994     | 1.79 m   | 38       | 30     | SG BBM Bietigheim       |
| 24  | Extremă stânga  | Martine Smeets        | 5 mai 1990             | 1.72 m   | 117      | 144    | CSM București           |
| 26  | Extremă dreapta | Angela Malestein      | 31 ianuarie 1993       | 1.70 m   | 154      | 353    | FTC-Rail Cargo Hungaria |
| 30  | Portar          | Rinka Duijndam        | 6 august 1997          | 1.78 m   | 36       | 0      | Thüringer HC            |
| 33  | Portar          | Tess Wester           | 19 mai 1993            | 1.78 m   | 116      | 10     | CSM București           |
| 48  | Inter dreapta   | Dione Housheer        | 26 septembrie 1999     | 1.80 m   | 31       | 55     | Odense Håndbold         |

## Grupa B

### Brazilia
Echipa a fost anunțată pe 12 iulie 2021.
Antrenor principal:  Jorge Dueñas
| Nr. | Post            | Nume                    | Data nașterii (vârsta) | Înălțime | Selecții | Goluri | Echipă              |
| --- | --------------- | ----------------------- | ---------------------- | -------- | -------- | ------ | ------------------- |
| 2   | Centru          | Bruna de Paula          | 26 septembrie 1996     | 1.70 m   | 57       | 142    | Metz Handball       |
| 3   | Extremă dreapta | Alexandra do Nascimento | 16 septembrie 1981     | 1.77 m   | 196      | 749    | Bourg-de-Péage DHB  |
| 7   | Pivot           | Tamires Morena Lima     | 16 mai 1994            | 1.83 m   | 104      | 148    | HC Dunărea Brăila   |
| 9   | Centru          | Ana Paula Belo          | 18 octombrie 1987      | 1.72 m   | 190      | 703    | HC Dunărea Brăila   |
| 12  | Portar          | Bárbara Arenhart        | 4 octombrie 1986       | 1.81 m   | 166      | 10     | RK Krim             |
| 18  | Inter stânga    | Eduarda Amorim          | 23 septembrie 1986     | 1.86 m   | 206      | 683    | Rostov-Don          |
| 20  | Extremă stânga  | Larissa Araújo          | 1 iulie 1992           | 1.67 m   | 53       | 107    | HC Dunărea Brăila   |
| 21  | Extremă dreapta | Adriana Cardoso         | 29 octombrie 1990      | 1.67 m   | 33       | 102    | BM Bera Bera        |
| 22  | Inter stânga    | Samara da Silva         | 7 octombrie 1991       | 1.83 m   | 24       | 49     | HC Dunărea Brăila   |
| 23  | Inter stânga    | Giulia Guarieiro        | 3 aprilie 1988         | 1.74 m   | 2        | 0      | BM Granollers       |
| 30  | Inter dreapta   | Gabriela Bitolo         | 1 aprilie 1999         | 1.80 m   | 8        | 4      | CB Elche            |
| 49  | Centru          | Patrícia Matieli        | 8 noiembrie 1988       | 1.68 m   | 47       | 50     | Zagłębie Lubin      |
| 77  | Extremă stânga  | Dayane Rocha            | 24 martie 1991         | 1.68 m   | 64       | 74     | CB Salud Tenerife   |
| 87  | Portar          | Renata Arruda           | 18 februarie 1999      | 1.78 m   | 23       | 3      | BM Bera Bera        |
| 91  | Pivot           | Lívia Ventura           | 18 ianuarie 1987       | 1.70 m   | 17       | 23     | Madeira Andebol SAD |

### Franța
Echipa a fost anunțată pe 5 iulie 2021.
Antrenor principal:  Olivier Krumbholz
| Nr. | Post            | Nume                | Data nașterii (vârsta) | Înălțime | Selecții | Goluri | Echipă                     |
| --- | --------------- | ------------------- | ---------------------- | -------- | -------- | ------ | -------------------------- |
| 2   | Centru          | Méline Nocandy      | 25 februarie 1998      | 1.75 m   | 26       | 44     | Metz Handball              |
| 3   | Extremă dreapta | Blandine Dancette   | 14 februarie 1988      | 1.69 m   | 110      | 145    | Nantes Atlantique Handball |
| 4   | Extremă dreapta | Pauline Coatanea    | 6 iulie 1993           | 1.65 m   | 47       | 63     | Brest Bretagne HB          |
| 6   | Extremă stânga  | Chloé Valentini     | 19 aprilie 1995        | 1.65 m   | 24       | 53     | Metz Handball              |
| 7   | Inter stânga    | Allison Pineau      | 2 mai 1989             | 1.81 m   | 252      | 627    | RK Krim                    |
| 8   | Extremă stânga  | Coralie Lassource   | 1 septembrie 1992      | 1.70 m   | 28       | 28     | Brest Bretagne HB          |
| 10  | Centru          | Grâce Zaadi Deuna   | 7 iulie 1993           | 1.71 m   | 128      | 204    | Rostov-Don                 |
| 12  | Portar          | Amandine Leynaud    | 2 mai 1986             | 1.78 m   | 243      | 3      | Győri Audi ETO KC          |
| 14  | Inter stânga    | Kalidiatou Niakaté  | 15 martie 1995         | 1.77 m   | 40       | 57     | Brest Bretagne HB          |
| 16  | Portar          | Cléopatre Darleux   | 1 iulie 1989           | 1.76 m   | 167      | 3      | Brest Bretagne HB          |
| 20  | Inter dreapta   | Laura Flippes       | 13 decembrie 1994      | 1.71 m   | 78       | 137    | Paris 92                   |
| 24  | Pivot           | Béatrice Edwige     | 3 octombrie 1988       | 1.82 m   | 116      | 78     | Rostov-Don                 |
| 26  | Pivot           | Pauletta Foppa      | 22 decembrie 2000      | 1.77 m   | 31       | 49     | Brest Bretagne HB          |
| 27  | Inter stânga    | Estelle Nze Minko   | 11 august 1991         | 1.78 m   | 126      | 284    | Győri Audi ETO KC          |
| 64  | Inter dreapta   | Alexandra Lacrabère | 27 aprilie 1987        | 1.77 m   | 251      | 828    | Chambray Touraine          |

### ROC
În decembrie 2019, Agenția Mondială Antidoping a votat în unanimitate excluderea Rusiei pe o perioadă de patru ani din toate competițiile sportive internaționale majore. În decembrie 2020, ca urmare a unui apel introdus de statul rus, Curtea de Arbitraj Sportiv de la Lausanne a redus interdicția la doi ani. De asemenea, decizia a permis atleților ruși să concureze la Jocurile Olimpice, cu condiția ca ei personal să nu fie subiectul unei suspendări impuse de o „autoritate competentă”, iar pe echipamentele lor să nu fie afișat drapelul Federației Ruse. În consecință, handbalistele ruse au concurat la Jocurile Olimpice de la Tokyo sub drapelul Comitetului Olimpic Rus și inițialele „ROC” (Russian Olympic Committee).
O echipă cu 17 handbaliste a fost anunțată pe 5 iulie 2021.
Antrenor principal:  Alexei Alekseev
| Nr. | Post            | Nume                     | Data nașterii (vârsta) | Înălțime | Selecții | Goluri | Echipă        |
| --- | --------------- | ------------------------ | ---------------------- | -------- | -------- | ------ | ------------- |
| 1   | Portar          | Anna Sedoikina           | 1 august 1984          | 1.84 m   | 168      | 9      | ȚSKA Moscova  |
| 2   | Extremă stânga  | Polina Kuznețova         | 6 octombrie 1987       | 1.68 m   | 163      | 428    | Rostov-Don    |
| 3   | Extremă stânga  | Polina Gorșkova          | 22 noiembrie 1989      | 1.73 m   | 23       | 44     | ȚSKA Moscova  |
| 7   | Centru          | Daria Dmitrieva          | 9 august 1995          | 1.78 m   | 108      | 365    | ȚSKA Moscova  |
| 8   | Inter stânga    | Anna Sen                 | 12 martie 1990         | 1.86 m   | 158      | 387    | Rostov-Don    |
| 11  | Portar          | Anastasia Laghina        | 8 decembrie 1995       | 1.78 m   | 8        | 2      | GK Lada       |
| 13  | Inter dreapta   | Anna Viahireva           | 13 martie 1995         | 1.68 m   | 97       | 427    | Rostov-Don    |
| 14  | Inter stânga    | Polina Vedehina          | 6 ianuarie 1994        | 1.77 m   | 47       | 100    | ȚSKA Moscova  |
| 17  | Inter stânga    | Vladlena Bobrovnikova    | 24 octombrie 1987      | 1.80 m   | 81       | 209    | Rostov-Don    |
| 18  | Extremă stânga  | Daria Samohina           | 12 august 1992         | 1.77 m   | 54       | 176    | Astrahanocika |
| 19  | Pivot           | Ksenia Makeeva           | 19 septembrie 1990     | 1.86 m   | 164      | 313    | Rostov-Don    |
| 23  | Inter stânga    | Elena Mihailicenko       | 14 septembrie 2001     | 1.80 m   | 17       | 23     | ȚSKA Moscova  |
| 25  | Extremă dreapta | Olga Fomina              | 17 aprilie 1989        | 1.75 m   | 140      | 294    | HC Lada       |
| 33  | Centru          | Ekaterina Ilina          | 7 martie 1991          | 1.74 m   | 108      | 274    | ȚSKA Moscova  |
| 36  | Extremă dreapta | Iulia Managarova         | 27 septembrie 1988     | 1.67 m   | 59       | 197    | Rostov-Don    |
| 39  | Inter dreapta   | Antonina Skorobogatcenko | 14 februarie 1999      | 1.82 m   | 47       | 112    | ȚSKA Moscova  |
| 88  | Portar          | Victoria Kalinina        | 8 decembrie 1988       | 1.82 m   | 106      | 1      | Rostov-Don    |

### Spania
O echipă cu 16 handbaliste a fost anunțată pe 12 iulie 2021.
Antrenor principal:  Carlos Viver
| Nr. | Post            | Nume                       | Data nașterii (vârsta) | Înălțime | Selecții | Goluri | Echipă                         |
| --- | --------------- | -------------------------- | ---------------------- | -------- | -------- | ------ | ------------------------------ |
| 2   | Extremă dreapta | Marta López                | 4 februarie 1990       | 1.68 m   | 125      | 269    | CS Rapid București             |
| 4   | Extremă dreapta | Carmen Martín              | 29 mai 1988            | 1.69 m   | 231      | 800    | CSM București                  |
| 10  | Pivot           | Elisabet Cesáreo           | 25 mai 1999            | 1.77 m   | 29       | 14     | BM Bera Bera                   |
| 12  | Portar          | Silvia Navarro             | 20 martie 1979         | 1.68 m   | 220      | 10     | BM Remudas                     |
| 16  | Portar          | Mercedes Castellanos       | 21 iulie 1988          | 1.85 m   | 44       | 1      | CBF Málaga Costa del Sol       |
| 17  | Extremă stânga  | Jennifer Gutiérrez Bermejo | 20 februarie 1995      | 1.69 m   | 57       | 117    | Borussia Dortmund              |
| 25  | Centru          | Nerea Pena                 | 13 decembrie 1989      | 1.75 m   | 169      | 567    | Vipers Kristiansand            |
| 27  | Inter stânga    | Lara González Ortega       | 22 februarie 1992      | 1.84 m   | 131      | 130    | Paris 92                       |
| 30  | Extremă stânga  | Soledad López              | 4 aprilie 1992         | 1.62 m   | 41       | 98     | CBF Málaga Costa del Sol       |
| 34  | Centru          | Alicia Fernández           | 21 decembrie 1992      | 1.72 m   | 51       | 132    | CS Rapid București             |
| 39  | Inter stânga    | Almudena Rodríguez         | 9 noiembrie 1993       | 1.75 m   | 72       | 136    | CS Gloria 2018 Bistrița-Năsăud |
| 41  | Portar          | Nicole Wiggins             | 9 august 2000          | 1.78 m   | 2        | 0      | BM Granollers                  |
| 44  | Pivot           | Ainhoa Hernández           | 27 aprilie 1994        | 1.80 m   | 94       | 141    | BM Zuazo                       |
| 62  | Inter dreapta   | Paula Arcos                | 21 decembrie 2001      | 1.68 m   | 2        | 3      | CB Atlético Guardés            |
| 86  | Inter stânga    | Alexandrina Cabral         | 5 mai 1986             | 1.75 m   | 120      | 573    | CSM București                  |
| 99  | Inter dreapta   | Mireya González            | 18 iulie 1991          | 1.78 m   | 90       | 176    | SCM Râmnicu Vâlcea             |

### Suedia
Echipa a fost anunțată pe 18 iunie 2021. Nina Dano a fost adăugată după ce a fost permisă majorarea numărului de handbaliste de la 14 la 15.
Antrenor principal:  Tomas Axnér
| Nr. | Post            | Nume                    | Data nașterii (vârsta) | Înălțime | Selecții | Goluri | Echipă                     |
| --- | --------------- | ----------------------- | ---------------------- | -------- | -------- | ------ | -------------------------- |
| 1   | Portar          | Johanna Bundsen         | 3 iunie 1991           | 1.85 m   | 95       | 1      | København Håndbold         |
| 6   | Centru          | Carin Strömberg         | 10 iulie 1993          | 1.84 m   | 103      | 127    | Nantes Atlantique Handball |
| 7   | Pivot           | Linn Blohm              | 20 mai 1992            | 1.80 m   | 113      | 303    | Győri Audi ETO KC          |
| 8   | Inter stânga    | Jamina Roberts          | 28 mai 1990            | 1.76 m   | 177      | 377    | IK Sävehof                 |
| 9   | Centru          | Melissa Petrén          | 18 ianuarie 1995       | 1.73 m   | 29       | 64     | København Håndbold         |
| 10  | Extremă dreapta | Mathilda Lundström      | 20 decembrie 1996      | 1.64 m   | 47       | 55     | IK Sävehof                 |
| 16  | Portar          | Jessica Ryde            | 18 mai 1994            | 1.85 m   | 23       | 0      | Herning-Ikast Håndbold     |
| 17  | Inter dreapta   | Nina Dano               | 12 iunie 2000          | 1.72 m   | 14       | 16     | HH Elite                   |
| 19  | Pivot           | Anna Lagerquist         | 16 octombrie 1993      | 1.75 m   | 69       | 102    | Rostov-Don                 |
| 23  | Inter dreapta   | Emma Lindqvist          | 17 septembrie 1997     | 1.77 m   | 32       | 54     | Herning-Ikast Håndbold     |
| 24  | Extremă dreapta | Nathalie Hagman         | 19 iulie 1991          | 1.67 m   | 165      | 519    | Nantes Atlantique Handball |
| 28  | Inter stânga    | Isabelle Andersson      | 12 martie 2000         | 1.78 m   | 5        | 6      | H 65 Höör                  |
| 29  | Inter stânga    | Kristin Thorleifsdóttir | 13 ianuarie 1998       | 1.82 m   | 16       | 32     | Randers HK                 |
| 38  | Extremă stânga  | Elin Hansson            | 7 august 1996          | 1.73 m   | 17       | 16     | Skuru IK                   |
| 42  | Centru          | Jenny Carlson           | 17 aprilie 1995        | 1.72 m   | 5        | 14     | Holstebro Håndbold         |

### Ungaria
Echipa a fost anunțată pe 2 iulie 2021.
Antrenor principal:  Gábor Elek
| Nr. | Post            | Nume             | Data nașterii (vârsta) | Înălțime | Selecții | Goluri | Echipă                  |
| --- | --------------- | ---------------- | ---------------------- | -------- | -------- | ------ | ----------------------- |
| 2   | Inter stânga    | Szandra Zácsik   | 22 aprilie 1990        | 1.85 m   | 72       | 238    | FTC-Rail Cargo Hungaria |
| 6   | Extremă stânga  | Nadine Schatzl   | 19 noiembrie 1993      | 1.74 m   | 77       | 201    | Győri Audi ETO KC       |
| 7   | Centru          | Zita Szucsánszki | 22 mai 1987            | 1.72 m   | 144      | 417    | FTC-Rail Cargo Hungaria |
| 8   | Centru          | Anikó Kovacsics  | 29 august 1991         | 1.70 m   | 142      | 310    | FTC-Rail Cargo Hungaria |
| 14  | Pivot           | Anett Kisfaludy  | 31 august 1990         | 1.82 m   | 41       | 49     | FTC-Rail Cargo Hungaria |
| 16  | Portar          | Blanka Bíró      | 22 septembrie 1994     | 1.87 m   | 86       | 2      | FTC-Rail Cargo Hungaria |
| 19  | Extremă stânga  | Gréta Márton     | 3 octombrie 1999       | 1.73 m   | 29       | 66     | FTC-Rail Cargo Hungaria |
| 38  | Centru          | Petra Vámos      | 14 septembrie 2000     | 1.75 m   | 17       | 23     | Debreceni VSC           |
| 42  | Inter dreapta   | Katrin Klujber   | 21 aprilie 1999        | 1.70 m   | 31       | 149    | FTC-Rail Cargo Hungaria |
| 45  | Inter stânga    | Noémi Háfra      | 5 octombrie 1998       | 1.79 m   | 57       | 144    | Győri Audi ETO KC       |
| 58  | Pivot           | Réka Bordás      | 26 august 1997         | 1.84 m   | 3        | 7      | Debreceni VSC           |
| 61  | Portar          | Kinga Janurik    | 6 noiembrie 1991       | 1.76 m   | 39       | 1      | FTC-Rail Cargo Hungaria |
| 66  | Extremă dreapta | Viktória Lukács  | 31 octombrie 1995      | 1.68 m   | 70       | 178    | Győri Audi ETO KC       |
| 87  | Inter stânga    | Zsuzsanna Tomori | 18 iunie 1987          | 1.87 m   | 183      | 454    | Siófok KC               |
| 88  | Inter dreapta   | Nikolett Kiss    | 23 iulie 1996          | 1.82 m   | 21       | 30     | Siófok KC               |